# 2月革命 (1917年)
2月革命（2がつかくめい、露: Февральская революция, 英: February Revolution）は、1917年に第一次世界大戦中で敗色濃厚で国内が食糧不足であったロシア帝国で戦争継続と専制政治（ツァーリズム）に反対する大規模なデモへのロシア皇帝による鎮圧、それに対する兵士の反発・職務放棄から発生した民主革命（市民革命）である。
デモ発生3日目から全市に拡大したデモ隊と鎮圧側との武力衝突が本格化したが、5日目であるユリウス暦2月27日朝には近衛のボルイニ連隊による民衆への発砲出動拒否を皮切りに、急速に他の部隊に波及した。反乱に賛同した兵士たちはデモ参加者らと共に政治犯を解放した。デモ発生6日目には政府軍が消滅し、7日目になるまでに政府閣僚が逮捕された。ユリウス歴2月27日に国会臨時委員会が設立、ユリウス歴3月2日に国会臨時委員会主導で臨時政府ではあったが、カデットなどから構成される政権が出来たことでロシア初の民主派政権が誕生した。同日、ツァーリのニコライ2世は退位し、弟のミハイル大公に譲位したが、ミハイル大公は即位を拒否した。ツァーリが存在しなくなったことで、300年間続いたロマノフ王朝は崩壊した。
事実上自由主義者のみで構成されていた臨時政府は、内政では画期的な民主政策を行ったが、外交において戦争継続路線を取ったことは社会主義革命である十月革命につながり、結果的に2月革命による帝政の崩壊はソビエト連邦の誕生につながった。
この当時のロシアでは、現在一般的に用いられているグレゴリオ暦とは異なるユリウス暦が採用されており、暦上13日の遅れが存在する。この時の革命はグレゴリオ暦によると3月革命となるが、以下では2月革命に統一する。日付についても旧暦を用いている。

## 概要

### 民主革命から社会主義革命までの流れ
西欧型の立憲君主制の創設と自由主義改革の実現を目指したパーヴェル・ミリュコーフの率いる自由主義政党「立憲民主党（カデット）」が主導権を握っていたドゥーマ（ロシア帝国国会）は1916年に11月にツァーリズムを見限り、「爆弾演説」を行うなど議会は帝政政府との対立路線を取っていた。その最中に民主革命（市民革命）である2月革命が起きると、当時の帝国議会議員らで臨時政府樹立が宣言された。カデット主流派を中心とした第一次ロシア臨時政府は、ミハイル大公を後継にして、ロシア帝国を、西欧的な立憲君主制国へ変えることで、ロマノフ王朝の延命をはかった。しかし、ミハイル大公が帝位を継ぐことを拒絶し、皇帝ニコライ2世が後継の無いまま退位したことで300年間続いたロマノフ朝による帝政（ロシア帝国）は崩壊した。臨時政府ではあったが、カデットなどから構成される政権が出来たことでロシア初の民主派政権が誕生した。第一次臨時政府は西欧型の立憲民主政治を志向した一方で、女性参政権や司法の独立など当時の欧州で最も先進的な政策を打ち出した。しかし、同年4月20日に外交では連合国から東部戦線維持の要求に臨時政府外務大臣となったミリュコーフは敗戦前提の停戦をも求める庶民や兵士の世論を無視したミリュコーフ通牒と呼ばれる書簡を送り、ロシアは連合国側として単独講和しないこと・戦争継続を約束した。戦争続行というミリュコーフの決定は、厭戦気分に満ちたロシア国民の怒りを買う結果となった。ペトログラードの庶民、兵士たちはデモを行い、ミリュコーフとグチコフ陸海軍大臣は辞任を余儀なくされた。そして、穏健社会主義政党である社会革命党（エスエル）、封建農奴社会を資本主義社会に変えて、大衆政党である我らが国民を率いるべきと主張するメンシェビキを中心とする社会主義者たちも参画する第一次連立政府が成立した。

### 政権成立
その後、社会革命党のケレンスキーを大臣会議議長（首相）とする第二次連立政権が成立する。カデットと政府内の社会主義者（メンシェビキ、社会革命党）との溝は深まっていった。それでも第三次連立政権において社会主義勢力は有産層との連携のためにカデットから閣僚が輩出されている。そして、第三次連立政権がレーニン率いる、少数の革命家が労働者や農民を率いるべきであり、今のロシアは既に資本主義国家で早急に社会主義国家にする必要があると主張し、暴力肯定で急進的であるボリシェビキ（ソ連共産党の旧名）に、クーデターである十月革命で解体されるまで臨時政府は存続した。

## 背景
サラエボ事件をきっかけに1914年に勃発した第一次世界大戦は、ヨーロッパの大国を巻き込み各国の総力戦へと突入していた。ロシア帝国はセルビアとの相互条約によりオーストリアとドイツに宣戦布告し、オーストリア方面での緒戦に勝利したものの、対ドイツ戦では1914年のタンネンベルクの戦いおよび翌年のゴルリッツの戦いを始めとして敗北が続き、国内では長く苦しい戦時生活に対する不満の念が高まっていた。ツァーリに対する農民の尊敬は変わることがなかったが、ラスプーチンが影響力を有するドイツ出身のアレクサンドラ皇后へ表立った中傷が行なわれるなど、国内の不安定要因が見え隠れしていた。

## 革命の勃発
国際婦人デーであった1917年2月23日、ロシアの首都ペトログラード（現在のサンクトペテルブルク）で、食料配給の改善を求める女性労働者を中心としたデモが行われた。このデモは数万人規模にまで拡大したものの、初めのうちは穏健なものであり、首都の治安を担当するハバーロフ将軍も警官隊と騎兵隊の投入で十分であろうと考えていた。しかしデモの規模は更に拡大し、市内の労働者の大半が参加するようになった。首相のニコライ・ゴリツィンは事態の収束をあきらめ、前線のニコライ2世に辞任を申し出たが、ツァーリはこれを拒否し、ハバーロフに対してデモを鎮圧するよう命令した。26日、市内中心部のネフスキー大通りのデモに警官隊が発砲し、市民に多数の死傷者が出た。
この事件に対し、パブロフスキー連隊に所属する兵の一部が反乱を開始した。市内に駐留する他の連隊では反乱兵の鎮圧と、労働者側への参加で混乱していた。ドゥーマ議長ミハイル・ロジャンコは大本営にいる皇帝に向け、首都が無秩序状態にあること、速やかに新たな内閣を組織し、民衆の不満を静めるよう要請した。この連絡を受けたニコライ2世はイヴァーノフ将軍に対し数個連隊を首都へと差し向け反乱を鎮圧するように命じた。
翌日になると他の連隊の帰趨も決定されていた。ボリンスキー連隊では兵士が下士官を射殺し、街へ逃走し始めた。夕方までにさらに他の連隊が反乱に加わり、反乱兵の規模は数万人に達していた。トロツキーの『ロシア革命史』によると、蜂起に参加しなかったのはその暇がなかった部隊だけであった、とある。反乱兵と労働者は内務省・軍司令部・警備隊司令部・警察・兵器庫などを襲撃し、武器を手に入れていた。ハバーロフ将軍は海軍本部の建物に篭城を試みたが、兵の脱走は止まらず、部隊はすぐに解散した。27日にはモスクワで、3月初めには他の都市でも革命が始まり、軍の部隊もそれに同調しつつあった。

## ソヴィエトの結成
ドゥーマ（国会）の解散を皇帝に命じられた議長ロジャンコは、これらの混乱を見て国会議員12名からなる臨時委員会を設置した。皇帝への忠誠にもかかわらず、ロジャンコは翌日早朝委員会をもって政権を掌握することを決定し、2月28日には各省庁を接収した。
この頃、メンシェヴィキに所属する議員や労働者代表などにより、1905年と同様のソヴィエトの結成が呼びかけられていた。同日夜の会議で、臨時委員会メンバーのメンシェヴィキのニコライ・チヘイゼを議長に、臨時委員会メンバーで当時革命派議員の有力者と目されていた社会革命党の国会議員ケレンスキーを副議長として、ペテルブルクのソヴィエトが結成された。同時に選出された執行委員15人の内、急進的な革命を唱えるボリシェヴィキは2名のみであった。